# Kirchhoff Gruppe

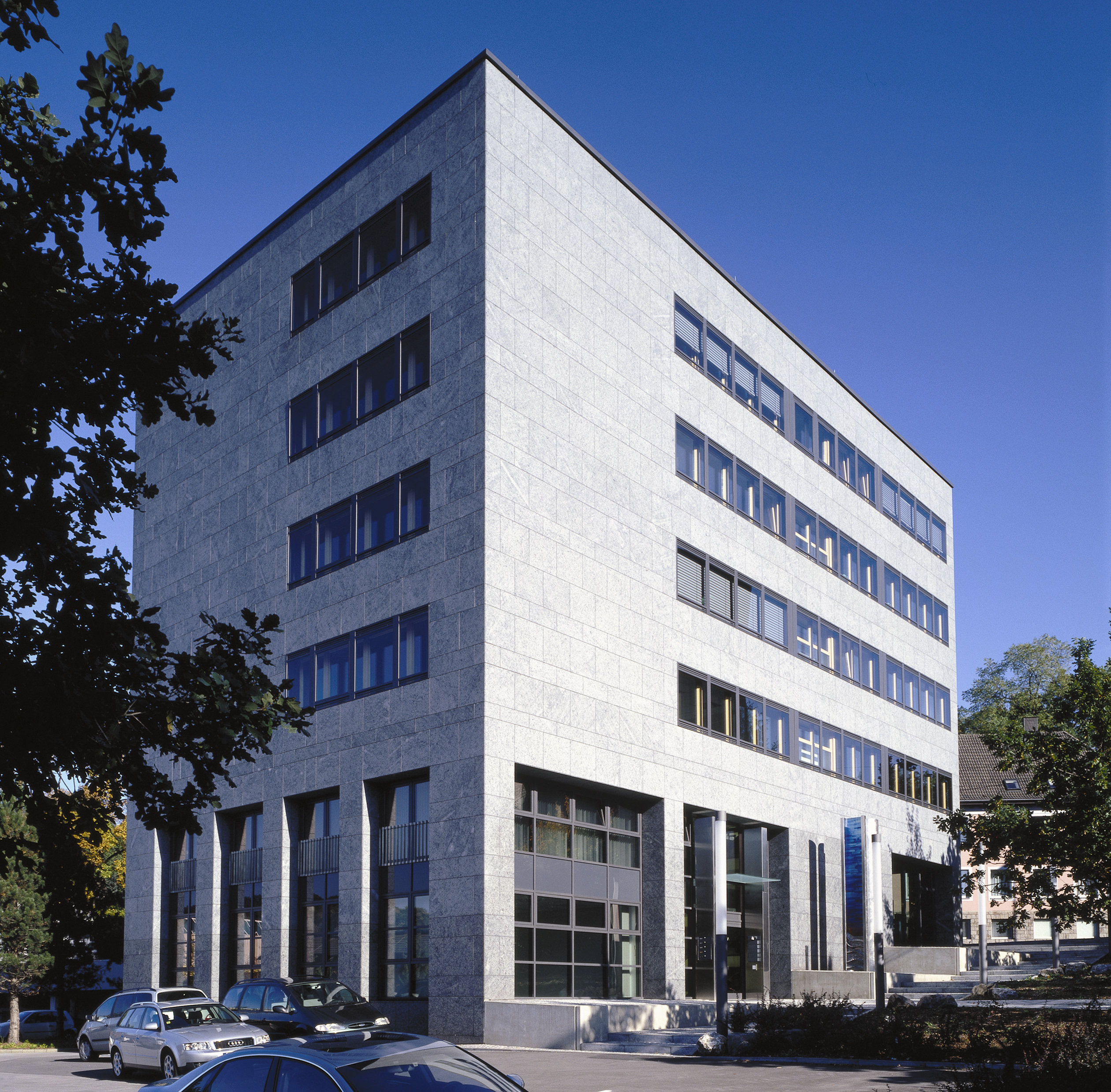
Verwaltungsgebäude in Iserlohn, Stefanstraße 2

Die Kirchhoff Gruppe ist ein Familien-Unternehmen, das in den vier Geschäftsbereichen Kirchhoff Automotive, Kirchhoff Mobility, Witte Tools und Kirchhoff Ecotec tätig ist. Der Hauptsitz befindet sich in Iserlohn.

## Geschichte
Die Geschichte der zur Kirchhoff Gruppe gehörigen Unternehmen Kirchhoff Automotive und Witte Tools geht bis in das Jahr 1785 zurück. Mit der Übernahme des Attendorner Automobilzulieferers M. Kutsch im Jahr 1984 stieg Kirchhoff Automotive zusätzlich in die Fertigung von Pkw-Struktur- und Fahrwerksteilen ein. Dieses Unternehmensfeld ist heute der größte Bereich der Kirchhoff Gruppe.
Das in Hagen ansässige Unternehmen Witte Tools spezialisierte sich auf die Entwicklung und die Produktion von Schraubendreherserien, Bits und Bit-Boxen. Es produziert für die Eigenmarke Witte und andere Markenhersteller.
1994 investierte die Kirchhoff Gruppe in die Umwelt- und Entsorgungslogistiksparte und übernahm die 1845 gegründete Faun GmbH (Fahrzeugfabriken Ansbach und Nürnberg), Hersteller von Abfallsammelfahrzeugen und Kehrmaschinen. Die Faun Gruppe beschäftigt weltweit 1.800 Mitarbeiter und betreibt fünf Werke. Nach eigenen Angaben entwickelte die Faun Gruppe das weltweit erste Abfallsammelfahrzeug mit Hybrid-Technologie oder Brennstoffzellenantrieb. 2005 erfolgte die Übernahme der Zoeller Gruppe. Das Mainzer Unternehmen war mit seiner Gründung 1938 in der Entwicklung von Kippeinrichtungen, sogenannten Liftersystemen tätig. Heute ist die Zöller-Kipper GmbH ein Komplettanbieter von Liftersystemen und Entsorgungsfahrzeugen. 2.500 Mitarbeitende zählen zur Gruppe. Seit 2015 kooperiert die Kirchhoff Ecotec mit dem türkischen Anbieter Hidro-mak. Das Familienunternehmen fertigt und vertreibt seit 1961 Müllfahrzeuge, Kehrmaschinen und Liftersysteme.
Der vierte Unternehmensbereich der Kirchhoff Gruppe kam 2006 mit der Übernahme der Reha Group Automotive hinzu, die seit Anfang der 1980er-Jahre als unabhängiger Fahrzeugumrüster für mobilitätseingeschränkte Personen tätig war. Heute unterhält Kirchhoff Mobility ein Service- und Werkstattnetz von 11 Niederlassungen in Deutschland, Österreich und der Schweiz. Jedes Jahr verlassen mehr als 3.500 individuell umgebaute Fahrzeuge die Betriebe.

## Hauptgeschäftsfelder
Die Kirchhoff Gruppe gliedert sich in vier Geschäftsfelder:
- Kirchhoff Automotive entwickelt und fertigt komplexe Metall- und Hybridstrukturen für Rohkarosserie und Fahrwerk und beliefert damit Fahrzeughersteller.
- Kirchhoff Mobility fertigt für individuelle Fahrzeugumrüstungen für mobilitätseingeschränkte Personen.
- Kirchhoff Ecotec, ist die Umwelt- und Entsorgungslogistik-Sparte. Zu diesem Bereich gehören die drei Marken Faun, Zoeller und Hidromak. Diese Unternehmen sind Hersteller von Müllfahrzeugen, Kehrmaschinen und Liftersystemen.
- Witte Tools ist ein Hersteller von Schraubwerkzeugen.